# Carl von Malchus

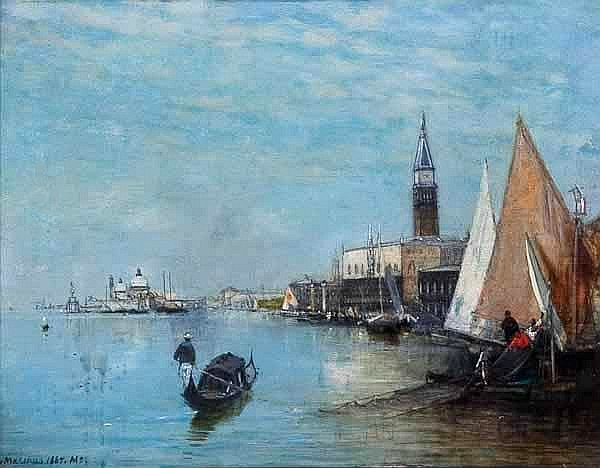
Lagune von Venedig (1885)

Freiherr Carl von Malchus, auch Karl von Malchus (* 5. August 1835 in Ludwigsburg; † 27. September 1889 in München) war ein deutscher Marinemaler.
Malchus, der Sohn eines Generals, begann sein Malerstudium im Alter von 47 Jahren am 20. Juli 1882 an der Königlichen Akademie der Künste in München und wurde Schüler von Franz Adam, Adolf Heinrich Lier und Franz Defregger.
Die Jahre von 1886 bis 1888 verbrachte er in den Niederlanden, meistens in Rotterdam. Er unternahm auch Studienreisen nach Italien.
Er starb 1889 im Alter von 54 Jahren.